# Kaleswor
Kaleswor o Kaleshwar es un pueblo ubicado en el distrito de Lalitpur, Nepal.

## Superficie
Cuenta con una superficie de 15,9 kilómetros cuadrados.

## Demografía
Hasta 2015 la población era de 1505 habitantes, con una densidad de población de 94,6 habitantes por kilómetro cuadrado. Con una población masculina y femenina de 744 (49,5%) y 761 (50,5%) respectivamente.
| Gráfica de evolución demográfica de Kaleswor entre 1975 y 2015 |
|                                                                |
| Datos según el Centro Común de Investigación.                  |